# Praefectus urbis
Prefekt (latin praefectus, ung. "satt framför" eller "satt att styra") var en titel och ett ämbete i romarriket som användes för en rad olika funktioner.

## Praefectus urbis
Praefectus urbis eller urbi (stadsprefekt) var ett ämbete i antikens Rom. 
Under konungatiden var praefectus urbis eller urbi den ämbetsman som hade befälet i staden Rom under konungens frånvaro. Detta fortsatte under republikens första tid och användes då för att tillse att det fanns någon i konsulernas ställe när de reste till berget Albanus för Latinæ feriæ, en ceremoni som utfördes när Rom gick ut i krig.
Funktionen praefectus urbis fick ett annat innehåll i och med kejsar Augustus. Praefectus urbis blev nu det ämbete som var ansvarigt för staden Rom och dess närområde (ager romanus). Ager Romanus växte betydligt över århundraden för att till slut omfatta ett område 100 stadium längs viae consularis räknat från Roms murar. Praefectus urbis blev med andra ord ett mäktigt ämbete, fullt jämförbart i inflytande med den pretoriska perfektens.

## Praefectus aegypti
Praefectus aegypti (prefekt av Egypten) var under kejsartiden ståthållare av provinsen Aegyptus (Egypten). Innehavaren var vanligen från riddarståndet (equites).

## Praefectus annonae
Praefectus annonae (ung. proviantsprefekt) var en prefekt vars uppgift det var att förestå staden Roms livsmedelstillförsel och -fördelning.